# Lestidiops ringens
Lestidiops ringens är en fiskart som först beskrevs av David Starr Jordan och Charles Henry Gilbert, 1880.  Lestidiops ringens ingår i släktet Lestidiops och familjen laxtobisfiskar. IUCN kategoriserar arten globalt som livskraftig. Inga underarter finns listade i Catalogue of Life.